# Wurzelkompressionssyndrom
Das Wurzelkompressionssyndrom beschreibt in der Medizin die mechanische Reizung einer Nervenwurzel im Bereich der Wirbelsäule. Leitsymptom sind der charakteristische Rückenschmerz (z. B. Lumboischialgie) mit Ausstrahlung in das Dermatom der betroffenen Nervenwurzel, ein positives Lasègue-Zeichen bei lumbaler Wurzelkompression, eventuell schlaffe Paresen und abgeschwächte Muskeleigenreflexe.

## Ätiologie des Wurzelkompressionssyndroms
Hervorgerufen wird es in der Regel durch plötzliche Änderungen der Wirbelsäulenkonfiguration, z. B. bei einem Bandscheibenvorfall (Diskusprolaps) oder einer ausgeprägteren Bandscheibenvorwölbung (Diskusprotrusion). Die Mehrzahl der Bandscheiben-(eigentlich Nucleus-pulposus-)Vorfälle ereignet sich in Höhe der mechanisch besonders beanspruchten Lendenwirbelsäule (lumbal). Seitliche (laterale) Vorfälle bedrängen die in derselben Etage austretende Nervenwurzel. Die häufigeren halbseitlichen (mediolateralen) Vorfälle wirken eher auf die nächsttiefere Nervenwurzel ein. Größere Bandscheibenvorfälle oder Sequester können auch auf mehrere Wurzeln gleichzeitig drücken. Der seltene mittige (mediale) Prolaps kann im Lumbalbereich zum Cauda-equina-Syndrom, das ebenfalls ein Wurzelkompressionssyndrom darstellt, führen; in höheren Segmenten hingegen zur Myelopathie.
Bei älteren Personen kann das Wurzelkompressionssyndrom eher durch einen verstärkten Knochenaufbau (osteo- bzw. spondylophytäre Anbaureaktionen) im Rahmen vermehrter degenerativer Veränderungen, aber auch durch überschießende Weichteilreaktionen (Ligamenta-flava-Hypertrophie) verursacht sein. Diese Prozesse sind chronischer Natur und kommen vorwiegend im Hals- und Lendenwirbelsäulenbereich vor.
Die Nervenwurzeln sind in den bzw. direkt angrenzend an die Nervenaustrittsöffnungen der Spinalnerven (Zwischenwirbellöcher, Foramina intervertebralia) lokalisiert, so dass hier ein Zangenmechanismus aus bereits vorhandenem (knöchernem) und nun hinzukommendem Material vorliegt und die Reizung durch vermehrten Druck eintritt. Die Reizung führt zusätzlich zu einem Anschwellen der Nervenwurzel (Ödembildung), welches bei eng präformierten anatomischen Verhältnissen die Situation weiter verschärft.
Seltener kann es auch bei Wirbelfrakturen, Tumoren oder Hämatomen zur Kompression von Nervenwurzeln kommen.

## Therapie
Bei Vorfällen des Nucleus pulposus wartet man zunächst den meist günstigen spontanen Verlauf ab; es werden Schmerzmittel verordnet und so bald wie möglich physiotherapeutische Maßnahmen eingeleitet. Der Effekt von Massagen oder Fangopackungen ist sehr begrenzt. Nur andauernde, therapieresistente Schmerzen oder manifeste neurologische Ausfallerscheinungen sind heute noch eine Indikation zur neurochirurgischen Intervention. Dabei wird das vorgefallene Material entfernt, in der Regel auch ein Teil des Wirbelbogens (Laminektomie).

## Geschichte
Vom Ischias-Begriff der Antike bis hin zum noch heute gültigen pathologisch-anatomisch verifizierten Krankheitskonzept des radikulären Kompressionssyndroms liegt eine lange Ideen- und Entdeckungsgeschichte. Sie endet mit der Entdeckung der durch einen Bandscheibenvorfall verursachten Kompression neuraler Strukturen und seinen Folgen durch William Jason Mixter und Joseph S. Barr in den 1930er Jahren.